# Еди Мърфи
Едуърд Рийгън Мърфи (на английски: Edward Regan Murphy), популярен като Еди Мърфи (на английски: Eddie Murphy), е афроамерикански актьор, комик и певец. 

## Биография
Роден е през 1961 в Бруклин, Ню Йорк. Той има брат на име Чарлс Мърфи.
Стартът на Еди Мърфи в комедията настъпва още на 15-годишна възраст. Той пише и се изявява в малки барове. На 19 години Мърфи участва на прослушване за роля в ТВ сериал „Saturday Night Live“ (Saturday Night Live) и е нает за периода от 1980 – 1981 година. За това време успява да спечели симпатията на публиката. Използва като стилов метод бързи реплики.
Еди Мърфи прави своя дебют с ролята си във филма „48 часа“ като негов партньор е Ник Нолти.

## Филмография
- „48 часа“ (48 Hours), 1982 г.
- „Смяна на местата“ (Trading Places), 1983 г.
- Eddie Murphy Delirious, 1983 г.
- Best Defense, 1984 г.
- „Ченгето от Бевърли Хилс“ (Beverly Hills Cop), 1984 г.
- „Златното дете“ (The Golden Child), 1986 г.
- „Ченгето от Бевърли Хилс II“, (Beverly Hills Cop II) (1987)
- Eddie Murphy Raw, 1987 г.
- „Пристигане в Америка“ (Coming to America), 1988 г.
- Harlem Nights, 1989 г. (сценарист и режисьор)
- What's Alan Watching?, 1989 г. (ТВ филм)
- „Още 48 часа“ Another 48 Hours, 1990 г.
- Flodder In Amerika, 1990 г. (холандски филм с малка роля на Еди Мърфи)
- „Бумеранг“ (Boomerang), 1992 г. (сценарист)
- The Distinguished Gentleman, (1992 г.
- „Ченгето от Бевърли Хилс III“, (Beverly Hills Cop III), 1994 г.
- „Вампир в Бруклин“ (Vampire in Brooklyn), 1995 г. (продуцент)
- „Смахнатият професор I“ (The Nutty Professor), 1996 г.
- Metro, „Градска полиция“ 1997 г.
- „Доктор Дулитъл“ (Dr. Dolittle), 1998 г.
- „Божи човек“ (Holy Man), 1998 г.
- „Мулан“ (Mulan), 1998 г. (глас)
- „Боунфингър“ (Bowfinger), 1999 г.
- „До живот“ (Life), 1999 г.
- „Смахнатият професор II“ (Nutty Professor II: The Klumps), 2000 г.
- „Д-р Дулитъл 2“ (Dr. Dolittle 2), 2001 г.
- „Шрек“ (Shrek), 2001 г. (глас)
- „Шоуто започва“ (Showtime), 2002 г.
- „Плуто Наш“ (The Adventures of Pluto Nash), 2002 г.
- „Аз, шпионинът“ (I Spy), 2002 г.
- „Таткова градина“, (Daddy Day Care, 2003 г.
- Shrek 4-D, 2003 г. (малко участие) (глас)
- „Привидения в замъка“ (The Haunted Mansion), 2003 г.
- „Шрек 2“ (Shrek 2), 2004 г. (глас)
- „Мечтателки“ (Dreamgirls), 2006 г.
- „Шрек Трети“ (Shrek the Third), 2007 г. (глас)
- „Норбит“ (Norbit), 2007 г.
- „Срещи с Дейв“ (Meet Dave), 2008 г.
- „Представи си това“ (Imagine That), 2009 г.
- „Шрек завинаги“ (Shrek Forever After), 2010 г. – Магарето (глас)
- „Кинти в небето“ (Tower Heist), 2011
- „Хиляда думи“ (A Thousand Words), 2012
- „Г-н Чърч“ (Mr. Church), 2016